# Lingua min

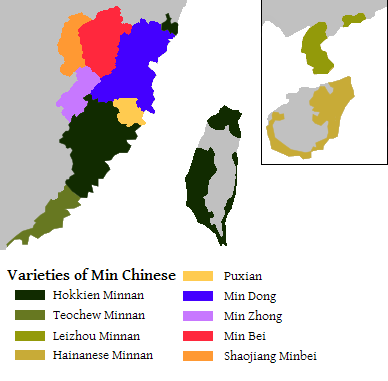
Una mappa delle principali varietà del min.

Mǐn o miin (cinese tradizionale: 閩語; cinese semplificato: 闽语; pinyin: mǐn yǔ; POJ: Bân gú; BUC: Mìng ngṳ̄) è un ampio gruppo di lingue cinesi parlate da 60 milioni di persone nella provincia cinese sud-orientale del Fujian nonché da migranti originari di questa provincia nel Guangdong (intorno all'area di Chaozhou-Swatou o di Chaoshan, e alla penisola di Leizhou), nell'Hainan, in tre contee nel Zhejiang meridionale e nell'arcipelago di Zhoushan al largo di Ningbo, in alcune città a Liyang e nella città di Jiangyin nella provincia del Jiangsu, e a Taiwan. Ci sono molti parlanti min anche tra i Cinesi all'estero nel Sud-est asiatico come pure a New York negli Stati Uniti. La varietà più ampiamente parlata del min è l'hokkien, che comprende il taiwanese e dialetti come l'amoy. I dialetti min preservano molte delle pronunce arcaiche dell'antico cinese e del cinese medio.
Il min conta in totale oltre 70 milioni di parlanti totali al 2022.

## Varietà e numero di parlanti
Il min ha maggiore diversità dialettale di qualsiasi altra suddivisione del cinese. È diviso tipicamente, sulla base della mutua intelligibilità, da cinque a nove lingue, come il min dong (min orientale) e il min nan (min meridionale). Il min dong è incentrato intorno alla città di Fuzhou (il dialetto fuzhou è il dialetto standard del min dong), capitale della provincia di Fujian, mentre il min nan è dominante nel sud del Fujian e nel Guangdong. Il qiongwen, parlato nell'Hainan, è a volte classificato come una lingua separata, ma è in realtà un dialetto del min nan.
Il min nan è chiamato anche con il nome delle sue varianti regionali nei luoghi dove è parlato, specialmente il taiwanese. Il dialetto amoy di Xiamen è il dialetto di prestigio del min nan nella Cina continentale e a Taiwan, con il teochew che è anche un'importante varietà.
Glossika divide le lingue min in otto: min settentrionale (min bei nella prefettura di Nanping nel Fujian, ma il dialetto jianou è il dialetto standard del min bei), shaojiang (Nanping orientale e aree circostanti; in classificazioni più ampie trattato come un dialetto del min bei), min orientale (min dong nelle prefetture di Fuzhou e di Ningde), min centrale (min zhong nella prefettura di Sanming), puxian min nella prefettura di Putian, min meridionale (min nan nelle prefetture di Zhangzhou, Quanzhou e Xiamen (amoy) e a Taiwan (dialetto hokkien), e nella provincia orientale del Guangdong (dialetto teochew); l'hokkien e il teochew sono a volte considerati lingue separate), leizhou (nella Penisola di Leizhou nel Guangdong) e l'hainanese (sull'Isola di Hainan; in classificazioni più ampie il leizhou e l'hainanese sono trattati come una lingua qiongwen o come dialetti del min nan).
La lingua min meridionale nel Guangdong è conosciuta come hoklo, nell'Hainan come qiong wen o qiongzhou hua (sebbene alcuni classifichino il qiong wen come un sottogruppo seaparato). Il min nan è il dialetto cinese dominante parlato dalla minoranza cinese nelle Filippine, dov'è noto come lan-nang. A Taiwan, il min nan è coonosciuto come hō-ló-oē ed è parlato dalla maggioranza della popolazione come sua lingua nativa. A Singapore, in Malaysia, Indonesia e altre aree nel Sud-est asiatico, il min nan è noto come hokkien, in aggiunta alla variante teochew, originatasi nella regione di Chaoshan, che è la patria ancestrale di molti Cinesi di Singapore.
|  | Min bei (prefettura di Nanping) |
|  |                                 |
|  | Shaojiang                       |
|  |                                 |

|  | Quanzhou                      |
|  |                               |
|  | Zhangzhou                     |
|  |                               |
|  | Amoy                          |
|  |                               |
|  | Teochew (Guangdong orientale) |
|  |                               |

|  | Leizhou   |
|  |           |
|  | Hainanese |
|  |           |

|  | Quanzhou                      |
|  |                               |
|  | Zhangzhou                     |
|  |                               |
|  | Amoy                          |
|  |                               |
|  | Teochew (Guangdong orientale) |
|  |                               |

|  | Leizhou   |
|  |           |
|  | Hainanese |
|  |           |

|  | Min bei (prefettura di Nanping) |
|  |                                 |
|  | Shaojiang                       |
|  |                                 |

|  | Quanzhou                      |
|  |                               |
|  | Zhangzhou                     |
|  |                               |
|  | Amoy                          |
|  |                               |
|  | Teochew (Guangdong orientale) |
|  |                               |

|  | Leizhou   |
|  |           |
|  | Hainanese |
|  |           |

|  | Quanzhou                      |
|  |                               |
|  | Zhangzhou                     |
|  |                               |
|  | Amoy                          |
|  |                               |
|  | Teochew (Guangdong orientale) |
|  |                               |

|  | Leizhou   |
|  |           |
|  | Hainanese |
|  |           |

Numero di parlanti
La lingua min ha in totale oltre 70 milioni di parlanti totali. Secondo Ethnologue 2022, il minnan conta 49,7 milioni di parlanti totali, il min bei ne conta 11,5 e il min dong ne conta 10,8.

## Sistema di scrittura
Quando si usano i caratteri cinesi per scrivere il min, il sistema di scrittura è in gran parte identico a quello del mandarino standard con l'aggiunta di alcuni caratteri speciali. Dato che il min è l'unico ramo del cinese che non può essere ricavato direttamente dal cinese medio, si possono avere problemi a trovare i caratteri cinesi appropriati per alcuni vocaboli min. Nel caso del taiwanese, ci sono anche parole indigene prese a prestito dagli aborigeni taiwanesi, come pure un sostanziale numero di prestiti linguistici dal giapponese. A Singapore e in Malaysia, le varianti min parlate hanno preso fortemente in prestito dal malese e, in misura minore, dall'inglese e da altre lingue.
Alcuni parlanti min usano la romanizzazione della chiesa (cinese: 教會羅馬字; pinyin: Jiaohui Luomazi). Per il min nan la romanizzazione è chiamata Pe̍h-ōe-jī (POJ) e per il min dong è chiamata Bàng-uâ-cê (BUC). Entrambi i sistemi furono creati da missionari stranieri nel XIX secolo. Ci sono pubblicazioni non comuni in scrittura mista, che usano in gran parte l'alfabeto latino per rappresentare parole che non possono essere facilmente rappresentate dai caratteri cinesi.